# Margarete von Bukovics
Margarete von Bukovics, geboren als Margarete Geiringer, (* 14. März 1892 in Wien; † 28. Februar 1970 ebenda) war eine österreichische Theaterschauspielerin.

## Leben
Margarete von Bukovics, im Familienkreis kurz „Gretl“ genannt, wurde als Tochter des österreichischen Gesangsmeisters und Musikschriftstellers Gustav Geiringer (1856–1946) und dessen Ehefrau, der Theaterschauspielerin Christine von Bukovics (1867–1937), in Altlerchenfeld im VII. Wiener Gemeindebezirk (Neubau) geboren. Sie war die ältere Schwester der Schauspielerin Adrienne Gessner. In den Jahren 1911–13 standen die Schwestern in Kontakt mit dem berühmten Tenor Enrico Caruso, der bei seinen Wiener Opernauftritten Gast im Hause ihres Vaters war und mit ihm musizierte.
Margarete von Bukovics erhielt früh privaten Schauspielunterricht und auch Gesangsunterricht. Ihre Stimme reichte jedoch für eine Laufbahn als Bühnensängerin nicht aus. Als Bühnennamen wählte sie Bukovics, nach dem Mädchennamen ihrer Mutter. 1911 wurde Margarete von Bukovics mit einem Einjahresengagement als Schauspielerin an das Stadttheater Brünn verpflichtet, wo sie im September 1911 in Hermann Bahrs Theaterstück Die Kinder debütierte. In der Spielzeit 1911/12 verkörperte sie dort außerdem die Wendla in Frühlings Erwachen.
Ab 1912 war sie festes Ensemblemitglied am Deutschen Volkstheater Wien. Sie debütierte dort im Juni 1912.
Sie verkörperte dort das Rollenfach der „Naiven“ und „Sentimentalen“ mit einer künstlerischen Begabung „mehr für herbe, als für süßliche Rollen“. Sie beherrschte ein breites Repertoire, das die Klassiker (Shakespeare, Lessing, Kleist), die zeitgenössischen Stücke der Jahrhundertwende und der Moderne (Schnitzler, Bahr, Ibsen), aber auch zahlreiche Lustspiele, Schwänke und Komödien enthielt. Sie spielte u. a. die Franziska in Minna von Barnhelm, die Stickerin Thecla in Das Mädl aus der Vorstadt (u. a. Spielzeit 1911/12 und Spielzeit 1912/13), das Käthchen von Heilbronn (Spielzeit 1913/14), die Katharina in Der Ruf des Lebens (Spielzeit 1914/15), die Nichte Betty von Hohenegg im Lustspiel Im bunten Rock von Franz von Schönthan (Spielzeit 1914/15), die Elise in Der Geizige (Spielzeit 1916/17) und die Bianca in Der Widerspenstigen Zähmung (Spielzeit 1916/17, als Partnerin von Carl Goetz). Sie trat außerdem in den Stücken Alt-Heidelberg und Die Wildente, sowie u. a. in Stücken von Franz Molnár (als Elsa in Der Teufel, Spielzeit 1916/17), Hermann Bahr (Der Star, Spielzeit 1913/14), Hermann Sudermann (Blumenboot) und mehrfach in Werken des Dramatikers Hans Müller (Bruder von Ernst Lothar, Gesinnung, Der reizende Adrian) auf.
In der Spielzeit 1913/14 gastierte sie am Kgl. Deutschen Landestheater in Prag. In der Spielzeit 1916/17 trat sie als Gast am Stadttheater Baden auf. In der Spielzeit 1918/19 spielte sie an den Wiener Kammerspielen die Anna in der Komödie Die Kinder von Hermann Bahr. Ab April 1920 gastierte sie am Apollo-Theater Wien. In der Spielzeit 1921/22 war sie an den Kammerspielen des Deutschen Theaters Berlin als Bianca in Schnitzlers Schauspiel Anatol an der Seite von Anton Edthofer und Hermann Thimig zu sehen.
Ab Herbst 1923 trat Margarete von Bukovics wieder in Wien auf; sie spielte nach ihrer Rückkehr aus Berlin zunächst im Raimundtheater an der Seite von Leopoldine Konstantin in der Erstaufführung von Molnárs Theaterstück Fasching. Mit dieser Produktion gastierte sie im November 1923 auch am Schauspielhaus Graz. Im März 1924 gastierte sie am „Komödienhaus Wien“. Im Mai 1924 trat sie am Wiener Volkstheater als Gast in der Rolle der Thea im Sudermann-Stück Blumenboot auf. In der Spielzeit 1924/25 spielte sie bei der „Neuen Wiener Bühne“ und am „Modernen Theater Wien“. In der Spielzeit 1926/27 war sie mit dem Ensemble des „Modernen Theaters Wien“ auch auf Gastspieltournee (u. a. Linz, Baden bei Wien). In der Spielzeit 1927/28 war sie am Stadttheater Bielitz engagiert. Anlässlich der 40-jährigen Bestehens des Wiener Volkstheaters wurde Margarete von Bukovics gemeinsam mit ihrer Mutter und weiteren Künstlern, die „in hervorragender Weise am Volkstheater gewirkt“ hatten, eingeladen, im November 1929 im Gesellschaftsbild der Nestroy-Posse Der Verschwender auf der Bühne zu erscheinen. In der Spielzeit 1932/33 spielte sie am Theater in der Josefstadt unter der Regie von Otto Preminger, und an der Seite ihrer Schwester Adrienne Gessner, in dem Stück Eine himmlische Frau von Johannes von Vaszary. In der Spielzeit 1934/35 war sie die Frau Dufin in der Neuinszenierung des Stücks Eine Frau lügt von Ladislas Fodor. 1936 wirkte sie am Theater in der Josefstadt dann in der österreichischen Erstaufführung des Theaterstücks Der erste Frühlingstag von Dodie Smith mit.
Nach dem Zweiten Weltkrieg trat Margarete von Bukovics, meist unter dem Namen Grete Bukovics, (als Gast) wieder am Theater in der Josefstadt (u. a. Spielzeit 1946/47 in Einmal im Leben von William Saroyan, Spielzeit 1952/53 als Fräulein von Bruun in Aufruhr im Damenstift von Axel Breidahl), am Wiener Volkstheater (1949, in Shaws Pygmalion) und am Wiener Bürgertheater (Spielzeit 1951/52, in Frauen in New York von Clare Boothe) auf. In der Spielzeit 1946/47 verkörperte sie im Kleinen Haus des Theaters in der Josefstadt die Rolle der Madame de Sotenville in der Molière-Komödie George Dandin. In der Spielzeit 1947/48 übernahm sie am kurzzeitig bestehenden „Neuen Schauspielhaus Meidling“ die Wirtin des Erholungsheims in Valentin Katajews Theaterstück Ein Ruhetag. Im August 1950 gastierte sie bei den Bregenzer Festspielen als Kindermädchen Anne-Marie in Nora von Henrik Ibsen. 1955 übernahm sie am Theater in der Josefstadt die Rolle der Amy in dem Schauspiel Kean (Alexandre Dumas/Jean-Paul Sartre). In der Spielzeit 1956/57 trat sie dort als Anna Semjonowna (Islaews Mutter) in Ein Monat auf dem Lande von Iwan Turgenjew auf. Außerdem hatte sie in den Fünfzigerjahren in Wien Theaterengagements am Kleinen Theater im Konzerthaus (1954/55, in John Van Drutens Der vergessene Himmel mit Paul Barnay als Partner) und am Theater der Courage.
Unter den Namen Grete Bukovics übernahm sie in der Anfangszeit des Films Hauptrollen in zwei Stummfilmen, jeweils unter der Regie von Edmund Loewe: Don Juan (1919) und Elixiere des Teufels (1920). Gegen Ende ihrer Karriere war sie in den Sechzigerjahren vereinzelt für das Österreichische Fernsehen (ORF) tätig.
Bukovics arbeitete seit den Dreißigerjahren gelegentlich auch als Hörspielsprecherin.

## Privates
Margarete von Bukovics heiratete im Februar 1919 den österreichischen Schauspieler Anton Edthofer. Für Edthofer war es die zweite Ehe. Mit ihm ging sie Anfang der Zwanzigerjahre nach Berlin, nachdem Edthofer an das dortige Deutsche Schauspielhaus verpflichtet worden war. In Berlin spielte sie weiterhin gelegentlich Theater, sah sich in ihrem Rollenfach aber starker Konkurrenz gegenüber. Die Ehe wurde 1924 nach einer vorhergehenden Vergleichsvereinbarung der Ehepartner wieder geschieden. Im Juni 1925 heiratete Edthofer erneut. Edthofer und von Bukovics blieben freundschaftlich miteinander verbunden und pflegten mit ihren neuen Lebenspartnern – Edthofer war mittlerweile mit Helene Thimig liiert –
regelmäßig gesellschaftlichen Umgang.
Von November 1944 bis Anfang April 1945 war Margarete von Bukovics wegen Äußerungen gegen das Militär („wehrkraftzersetzende Äußerungen“) von der Gestapo im Gefängnis in der Landesgerichtsstraße inhaftiert, wo sie mit dem Einmarsch der Russischen Armee aus der Haft entlassen wurde. Nach davon abweichenden Aussagen ihrer Schwester Adrienne Gessner war Margarete von Bukovics in der Rossauer Kaserne inhaftiert, wo ihr noch vor der Kapitulation gemeinsam mit einer Leidensgenossin die Flucht gelang.

## Filmografie
- 1919: Don Juan[48]
- 1920: Elixiere des Teufels
- 1938: Die unruhigen Mädchen (Finale)
- 1968: Der Tod des Junggesellen[49] (TV-Film)
- 1969: Leni (TV-Film)